# Islotes Los Lobos
Los Islotes Los Lobos están formados por dos promontorios unidos entre sí por un corto istmo rocoso a flor de agua, están situados al oeste de isla Caribe en el Estado Sucre, en el mar Caribe posee una superficie que no excede las 5 hectáreas. La isla principal posee una superficie de 4,05 hectáreas y un perímetro de 0,95 km, la isla menor posee 1,08 hectáreas y un perímetro de 0,51 kilómetros, ambas están despobladas.
Los Lobos están constituido por rocas volcánicas y subvolcánicas. Los islotes son muy áridos y de difícil acceso, solo el Islote Lobo Grande posee un fácil acceso y es a través de una de sus playas, ubicada en el occidente de la isla. En la vertiente oeste hay unas pequeñas playas sobre las que se encuentran las ruinas de antiguas rancherías.

## Flora y Fauna
Este archipiélago posee una gran diversidad de flora y fauna. Entre las aves marinas destacan el alcatraz, los bobos, gaviotas o tijeretas y guaraguanales. Tiene una vegetación xerófila, por lo que se pueden encontrar tunas, cardones, el melón o buche y el guaritoto, entre otros

## Economía
El conjunto del archipiélago es ideal para la pesca, es por esto que los pescadores de la Isla de Coche y Chacopata se trasladan hasta estos islotes para realizar esta actividad. Generalmente utilizan redes de pesca, es la manera más apropiada para hacerlo ya que es de fondo rocoso. Las especies que más abundan son los pargos, meros, corocoros y langostas.

## Historia
La Isla Caribe que se encuentra muy cerca fue descubierta en 1498 por Cristóbal Colón.

## Acceso
La manera más usada de traslado hasta la Isla Caribe es desde el muelle público de Chacopata, en Sucre. Se pueden alquilar botes desde El Guamache (Isla de Coche).